# Ангікс
Ангікс (ісп. Anguix) — муніципалітет в Іспанії, у складі автономної спільноти Кастилія-і-Леон, у провінції Бургос. Населення — 152 особи (2010).
Муніципалітет розташований на відстані близько 150 км на північ від Мадрида, 70 км на південь від Бургоса.

## Демографія
Динаміка населення (INE ):

## Галерея зображень

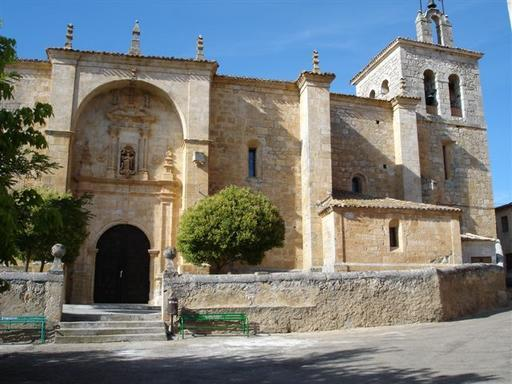
Церква, Ангікс